# Резервисты и Академия ФК «Манчестер Юнайтед»
Резервная команда футбольного клуба «Манчестер Юнайтед» (англ. Manchester United Football Club Reserves), также известная как команда «Манчестер Юнайтед» до 21 года — резервисты английского футбольного клуба «Манчестер Юнайтед». Выступает в турнире под названием Премьер-лига 2, высшем дивизионе Лиги профессионального развития, став его победителем в сезонах 2012/13, 2014/15 и 2015/16. С момента основания лиги для резервистов в 1999 году команда 5 раз становилась чемпионом (в 2002, 2005, 2006, 2010 и 2012 годах).
Главным тренером команды до 21 года является Марк Демпси. Начиная с сезона 2014/15 команда выступает на стадионе «Ли Спортс Виллидж» в Ли (район Уиган, Большой Манчестер). С ноября 2008 года по середину 2013 года резервисты проводили свои домашние матчи на «Мосс Лейн», домашнем стадионе футбольного клуба «Олтрингем». До этого команда играла на «Виктории», домашнем стадионе клуба «Нортуич Виктория», и «Юэн Филдс», домашнем стадионе клуба «Хайд Юнайтед». В сезоне 2013/14 резервисты выступали на стадионе «Солфорд Сити».
Самым успешным тренером резервной команды «Манчестер Юнайтед» является Рики Сбраджа. Под его руководством команды выиграла четыре из пяти возможных трофеев в сезоне 2004/05: северную Премьер-лигу для резервистов, Северную лигу для резервистов «Понтинс Холидей», Кубок Лиги резервистов «Понтинс Холидей», и национальные матчи плей-офф между победителями северной резервной Премьер-лиги и южной резервной Премьер-лиги. В этом же сезоне команда также получила серебряные медали Большого кубка Манчестера. В декабре 2005 года главным тренером резерва стал Рене Мёленстен, который в первый же свой сезон взял «требл»: привёл команду к чемпионству в северной и национальной Премьер-лигах для резервистов, а также к победе в Большом кубке Манчестера.

## Команда до 21 года

### Текущий состав
Данные приведены по состоянию на 1 августа 2025 года

| №  |                   | Поз. | Имя            | Год рождения |
| -- | ----------------- | ---- | -------------- | ------------ |
| 38 | Англия            | Нап  | Джек Флетчер   | 2007         |
| 42 | Мали              | ПЗ   | Секу Коне      | 2006         |
| 45 | Северная Ирландия | Вр   | Дермот Ми      | 2002         |
| 49 | Англия            | Нап  | Итан Эннис     | 2004         |
| 51 | Англия            | Защ  | Рис Беннетт    | 2003         |
| 53 | Англия            | ПЗ   | Сэм Матер      | 2004         |
| 54 | Шотландия         | Защ  | Луис Джексон   | 2005         |
| 56 | Англия            | Нап  | Итан Уильямс   | 2005         |
| 58 | Шотландия         | Нап  | Тайлер Флетчер | 2007         |
| 61 | Англия            | Нап  | Шей Лейси      | 2007         |
| 63 | Гибралтар         | ПЗ   | Джеймс Сканлон | 2006         |
| 65 | Англия            | Защ  | Рис Манро      | 2005         |

| №  |                   | Поз. | Имя               | Год рождения |
| -- | ----------------- | ---- | ----------------- | ------------ |
| 69 | Уэльс             | Нап  | Габриэле Бьянкери | 2006         |
| 70 | Англия            | Нап  | Бендито Мантато   | 2008         |
| 74 | Шотландия         | Нап  | Малакай Шарп      | 2005         |
| 75 | Англия            | ПЗ   | Джейс Фицджералд  | 2007         |
| 76 | Англия            | Нап  | Аштон Миссин      | 2006         |
| 77 | Северная Ирландия | Вр   | Уильям Мердок     | 2007         |
| 78 | Испания           | Нап  | Виктор Муса       | 2006         |
| 80 | Англия            | Защ  | Джейдан Камейсон  | 2006         |
| 81 | Ирландия          | ПЗ   | Джейкоб Дивейни   | 2007         |
| 82 | Украина           | ПЗ   | Зак Бауманн       | 2007         |
|    | Англия            | ПЗ   | Финли Макаллистер | 2006         |

### Игроки в аренде
| №  |        | Поз. | Имя                                                       | Год рождения |
| -- | ------ | ---- | --------------------------------------------------------- | ------------ |
| 40 | Чехия  | Вр   | Радек Витек (в «Бристоль Сити» до конца сезона 2025/26)   | 2003         |
| 44 | Англия | ПЗ   | Дэниел Гор (в «Ротерем Юнайтед» до конца сезона 2025/26)  | 2004         |
| 50 | Англия | Вр   | Илай Харрисон (в «Шрусбери Таун» до конца сезона 2025/26) | 2006         |
| 52 | Англия | Нап  | Джо Хьюгилл (в «Барнет» до конца сезона 2025/26)          | 2003         |

| №  |          | Поз. | Имя                                                        | Год рождения |
| -- | -------- | ---- | ---------------------------------------------------------- | ------------ |
| 60 | Англия   | Защ  | Сонни Алджофри (в «Ноттс Каунти» до конца сезона 2025/26)  | 2004         |
| 64 | Ирландия | ПЗ   | Джек Мурхаус (в «Ноттс Каунти» до конца сезона 2025/26)    | 2005         |
| 66 | Англия   | Защ  | Хабиб Оганнай (в «Ньюпорт Каунти» до конца сезона 2025/26) | 2005         |
|    | Франция  | Нап  | Энцо Кана-Бийик (в «Лозанне» до конца сезона 2025/26)      | 1997         |

### Главные тренеры резервистов
| - Джимми Мерфи (1946—1964) - Уилф Макгиннесс (1964—1969) - Джон Астон-старший (1969—1970) - Уилф Макгиннесс (1970—1971) - Билл Фоулкс (1971—1974) - Джек Кромптон (1974—1981) - Брайан Уайтхаус (1981—1991) - Брайан Кидд (1988—1991) - Поп Робсон и Джимми Райан (1991—1995) - Джимми Райан (1995—2000) - Майк Филан (2000—2001) - Брайан Макклер (2001—2002) | - Майк Филан (2002) - Рики Сбраджа (2002—2005) - Рене Мёленстен (2005—2006) - Брайан Макклер (2006—2008) - Уле Гуннар Сульшер и Уоррен Джойс (2008—2011) - Уоррен Джойс (2011—2016) - Ники Батт (и. о.) (2016—2017) - Рики Сбраджа (2017—2019) - Нил Вуд (2019—2022) - Марк Демпси (2022—2023) - Трэвис Биннион (2023 — н. в.) |

### Достижения
- Лига профессионального развития: 3
  - 2012/2013, 2014/2015, 2015/2016
- Чемпионы северной Премьер-лиги для резервистов: 5
  - 2001/2002, 2004/2005, 2005/2006, 2009/2010, 2011/2012
- Победители плей-офф Премьер-лиги для резервистов: 4
  - 2004/2005, 2005/2006, 2009/2010, 2011/2012
- Центральная лига, Север: 9
  - 1912/1913, 1920/1921, 1938/1939, 1946/1947, 1955/1956, 1959/1960, 1993/1994, 1995/1996, 1996/1997
- Центральная лига, Запад: 1
  - 2004/2005
- Кубок Центральной лиги: 1
  - 2005
- Большой кубок Манчестера: 28
  - 1908, 1910, 1912, 1913, 1920, 1924, 1926, 1931, 1934, 1936, 1937, 1939, 1948, 1955, 1957, 1959, 1964, 1999, 2000, 2001, 2004, 2006, 2008, 2009, 2010, 2012, 2013, 2014
- Большой кубок Ланкашира: 15
  - 1898, 1913, 1914, 1920 (совместно), 1929, 1938, 1941, 1943, 1946, 1951, 1969, 2008, 2009, 2012, 2013

## Команда до 18 лет
Формально команда «Манчестер Юнайтед» до 18 лет (также известная как Академия «Манчестер Юнайтед») была образована в 1998 году после реорганизации системы юношеского футбола в Англии. Фактически Академия «Манчестер Юнайтед» существовала с 1930-х годов, когда при содействии Джеймса Гибсона, Уолтера Крикмера и Луиса Рокки был образован Юношеский атлетический клуб «Манчестер Юнайтед» (англ. Manchester United Junior Athletic Club). 
Академия является ядром системы подготовки молодых футболистов в клубе «Манчестер Юнайтед». Академия «Манчестер Юнайтед» выпустила ряд выдающихся футболистов: Райана Гиггза, Бобби Чарльтона, Билла Фоулкса, Пола Скоулза, Гари Невилла и многих других. Территориально Академия «Манчестер Юнайтед» располагается в современном Тренировочном центре Траффорда, на площадке площадью 85 акров (340 000 м2) в Каррингтоне, пригороде Манчестера.
В Академии есть несколько команд, разделённых по возрасту: начиная с команды игроков до 9 лет и заканчивая флагманской группой игроков до 18 лет, которая в настоящее время выступает в северной группе Премьер-лиги до 18 лет и Молодёжном кубке Англии (турнире, который Академия «Юнайтед» выиграла рекордное число раз — одиннадцать). Сборные Академии до 16 лет и до 18 лет обычно играют свои матчи в 11 часов утра по субботам в Каррингтоне, тогда как матчи Молодёжного кубка Англии обычно проводятся либо на стадионе «Ивэн Филдс» (там, где играет свои матчи резервная команда «Юнайтед»), либо на 75-тысячном стадионе «Олд Траффорд».
С 2005 по 2016 годы Пол Макгиннесс являлся главным тренером футболистов Академии до 18 лет. Он также дошёл с командой до финала Молодёжного кубка Англии 2011 года, в котором молодёжь «Юнайтед» победила «Шеффилд Юнайтед» со счётом 6:3 по сумме двух матчей.
В 2007 году Академия «Манчестер Юнайтед» выиграла первый в истории турнира Молодёжный кубок чемпионов, который задумывался как клубный чемпионат мира для молодёжи, победив в финальном матче «Ювентус» со счётом 1:0.

### Достижения
- Чемпион Премьер-лиги (до 18 лет): 1
  - Чемпион Северного дивизиона: 2023/24
  - Победитель национального финала: 2023/24
- Обладатель Молодёжного кубка Blue Stars/FIFA: 18[11]
  - 1954, 1957, 1959, 1960, 1961, 1962, 1965, 1966, 1968, 1969, 1975, 1976, 1978, 1979, 1981, 1982, 2004, 2005
- Обладатель Молодёжного кубка чемпионов[англ.]: 1
  - 2007
- Обладатель Молодёжного кубка Англии: 11
  - 1953, 1954, 1955, 1956, 1957, 1964, 1992, 1995, 2003, 2011, 2022
- Обладатель Молочного кубка: 6
  - 1991, 2003, 2008, 2009, 2013, 2014
- Обладатель Кубка Премьер-лиги (до 18 лет): 1
  - 2023/24
- Чемпион Академической Премьер-лиги[англ.]: 3
  - 1998/99, 2000/01, 2009/10
- Чемпион Первого дивизиона Ланкаширской лиги: 12[12]
  - 1954/55, 1983/84, 1984/85, 1986/87, 1987/88, 1989/90, 1990/91, 1992/93, 1994/95, 1995/96, 1996/97, 1997/98
- Чемпион Второго дивизиона Ланкаширской лиги: 5[13]
  - 1964/65, 1969/70, 1971/72, 1988/89, 1996/97
- Обладатель Кубка Первого дивизиона Ланкаширской лиги: 4[14]
  - 1954/55, 1955/56, 1959/60, 1963/64
- Обладатель Кубка Второго дивизиона Ланкаширской лиги: 10[15]
  - 1955/56, 1956/57, 1959/60, 1961/62, 1963/64, 1964/65, 1965/66, 1969/70, 1971/72, 1976/77

### Текущий состав Академии
Данные приведены по состоянию на 1 августа 2025 года
| Страна                      | Футболист                   | Дата рождения               | Позиция                     | Матчи за сборную            | Предыдущий клуб             | Перешёл в команду «Юнайтед» до 18 лет |
| Студенты 2-го года обучения | Студенты 2-го года обучения | Студенты 2-го года обучения | Студенты 2-го года обучения | Студенты 2-го года обучения | Студенты 2-го года обучения | Студенты 2-го года обучения           |
| --------------------------- | --------------------------- | --------------------------- | --------------------------- | --------------------------- | --------------------------- | ------------------------------------- |
| Англия                      | Кэмерон Берн-Хьюз           | 2 ноября 2007 (17 лет)      | Вр                          | —                           | —                           | Июль 2024                             |
| Англия                      | Фред Хит                    | 25 сентября 2007 (17 лет)   | Вр                          | —                           | —                           | Июль 2024                             |
| Англия                      | Дэниел Армер                | 23 октября 2007 (17 лет)    | Защ                         | —                           | —                           | Июль 2024                             |
| Англия                      | Алберт Миллз                | 28 февраля 2008 (17 лет)    | Защ                         | —                           | —                           | Июль 2024                             |
| Англия                      | Данте Планкетт              | 9 октября 2007 (17 лет)     | Защ                         | —                           | Астон Вилла                 | Июль 2024                             |
| Англия                      | Годуилл Куконки             | 6 февраля 2008 (17 лет)     | Защ                         | —                           | —                           | Июль 2024                             |
| Австралия                   | Джеймс Оувери               | 9 ноября 2007 (17 лет)      | Защ                         | —                           | Ньютон Аббот Сперс          | Сентябрь 2024                         |
| Англия                      | Джим Туэйтс                 | 20 декабря 2007 (17 лет)    | ПЗ                          | —                           | —                           | Июль 2024                             |
| Англия                      | Джеймс Бейли                | 29 декабря 2007 (17 лет)    | ПЗ                          | —                           | —                           | Июль 2024                             |
| Англия                      | Амир Ибрагимов              | 2 апреля 2008 (17 лет)      | ПЗ                          | Играл за сборную до 16 лет  | —                           | Июль 2024                             |
| Англия                      | Бендито Мантато             | 25 января 2008 (17 лет)     | Нап                         | Играл за сборную до 17 лет  | —                           | Июль 2024                             |
| Словакия                    | Самюэл Лусейл               | 7 сентября 2007 (17 лет)    | Нап                         | Играл за сборную до 18 лет  | Кристал Пэлас               | Сентябрь 2024                         |

## Тренерский штаб
- Футбольный директор:  Джейсон Уилкокс
- Директор футбольной Академии:  Ник Кокс[30]
- Главный тренер команды «Манчестер Юнайтед» до 23 лет:  Марк Демпси
- Главный тренер команды «Манчестер Юнайтед» до 21 года:  Трэвис Биннион
- Главный тренер команды «Манчестер Юнайтед» до 18 лет:  Даррен Флетчер
- Главный тренер команды до 16 лет:  Томми Мартин
- Главный тренер команды до 14 лет:  Рик Эшкрофт
- Главный тренер команды до 12—14 лет:  Хасни Алджофри
- Главный тренер команды до 12 лет:  Ли Ансуорт
- Главный тренер команды до 10 лет:  Имон Малви
- Тренер вратарей-резервистов:  Алан Феттис[англ.]
- Главный физиотерапевт Академии:  Нил Хаф
- Доктор Академии:  Тони Гилл

## Известные футболисты, игравшие за Академию и молодёжный состав «Манчестер Юнайтед»
Многие футболисты из Академии «Манчестер Юнайтед» стали профессиональными футболистами, выступая за «Манчестер Юнайтед» или за другие клубы. Ниже представлен список профессиональных футболистов, прошедших Академию «Юнайтед» или игравших за молодёжный состав команды.
| - Аднан Ахмед - Джон Астон-старший - Джон Астон-младший - Фил Бардсли - Ники Батт - Дэвид Бекхэм - Джефф Бент - Роджер Берн - Фрэнсис Бернс - Джордж Бест - Джеки Бланчфлауэр - Клейтон Блэкмор - Уэс Браун - Грант Бребнер - Шей Бреннан - Алекс Брюс - Деннис Вайоллет - Дэвид Гаскелл - Дэнни Гатри - Даррон Гибсон - Дон Гибсон - Райан Гиггз - Кит Гиллеспи - Адам Гоулинг - Шон Гоутер - Джонатан Грининг - Брайан Гринхофф - Билли Гриффитс - Фредди Гудвин - Джо Даджен - Дик Дакворт - Майк Даксбери - Джонни Джайлз - Стив Джеймс - Дэвид Джонс - Марк Джонс - Ритчи Джонс - Крейг Каткарт - Брайан Кидд - Уилл Кин - Джован Кировски | - Том Клеверли - Генри Коберн - Эдди Колман - Ронни Коуп - Джек Кромптон - Кенни Купер - Фрейзер Кэмпбелл - Джонни Кэри - Киран Ли - Билли Макглен - Федерико Македа - Пол Макгиннес - Уилф Макгиннес - Сэмми Макилрой - Дэвид Маккрири - Пол Макшейн - Филип Малрин - Том Манли - Ли Роберт Мартин - Ли Эндрю Мартин - Колин Мердок - Чарли Миттен - Кенни Морганс - Джонни Моррис - Равел Моррисон - Джек Мью - Гари Невилл - Фил Невилл - Джимми Николл - Артур Олбистон - Джон О’Ши - Дэвид Пегг - Стэн Пирсон - Жерар Пике - Дэвид Платт - Поль Погба - Дэнни Пью - Джимми Райан - Джимми Риммер - Энди Ритчи - Киран Ричардсон | - Марк Робинс - Джузеппе Росси - Джек Силкок - Дэнни Симпсон - Пол Скоулз - Альберт Скэнлон - Джонатан Спектор - Джо Спенс - Нобби Стайлз - Майкл Стюарт - Робби Сэвидж - Дэвид Сэдлер - Бен Торнли - Норман Уайтсайд - Лиам Уилан - Тони Уилан - Уолтер Уинтерботтом - Артур Уолли - Ронни Уоллуорк - Дэнни Уэббер - Дэнни Уэлбек - Джон Фицпатрик - Даррен Флетчер - Билл Фоулкс - Винс Хейз - Дэнни Хиггинботам - Дэвид Хили - Грэм Хогг - Дик Холден - Марк Хьюз - Сэм Хьюсон - Рон-Роберт Цилер - Бобби Чарльтон - Райан Шоукросс - Бен Эймос - Адам Экерзли - Ричард Экерзли - Силвен Эбанкс-Блейк - Дункан Эдвардс - Джонни Эванс - Корри Эванс |

## Игроки года
До 1990 года молодым игрокам «Юнайтед» вручалась лишь одна награда. После 1990 года стали вручаться две награды: награда Джимми Мерфи (в честь Джимми Мерфи, который был ассистентом сэра Мэтта Басби и умер в 1989 году), а также награда Дензила Харуна (бывшего директора клуба и шурина бывшего председателя «Юнайтед» Луиса Эдвардса).
| Сезон   | Молодой игрок года по версии болельщиков |
| ------- | ---------------------------------------- |
| 1982/83 | Норман Уайтсайд                          |
| 1983/84 | Марк Хьюз                                |
| 1984/85 | Марк Хьюз                                |

| Сезон   | Награда Дензила Харуна |
| ------- | ---------------------- |
| 1985/86 | Саймон Рэтклифф        |
| 1986/87 | Гари Уолш              |
| 1987/88 | Ли Мартин              |
| 1988/89 | Марк Робинс            |

| Сезон   | Награда Джимми Мерфи лучшему молодому игроку года | Награда Дензила Харуна лучшему резервисту года |
| ------- | ------------------------------------------------- | ---------------------------------------------- |
| 1989/90 | Ли Мартин                                         | Марк Робинс                                    |
| 1990/91 | Райан Гиггз                                       | Джейсон Лидиат                                 |
| 1991/92 | Райан Гиггз                                       | Брайан Кэри                                    |
| 1992/93 | Пол Скоулз                                        | Колин Макки                                    |
| 1993/94 | Фил Невилл                                        | Ники Батт                                      |
| 1994/95 | Терри Кук                                         | Кевин Пилкингтон                               |
| 1995/96 | Ронни Уоллуорк                                    | Майкл Эпплтон                                  |
| 1996/97 | Джон Кертис                                       | Майкл Клегг                                    |
| 1997/98 | Уэс Браун                                         | Майкл Туисс                                    |
| 1998/99 | Уэс Браун                                         | Марк Уилсон                                    |
| 1999/00 | Боян Джорджич                                     | Джонатан Грининг                               |
| 2000/01 | Алан Тейт                                         | Майкл Стюарт                                   |
| 2001/02 | Пол Тирни                                         | Джон О’Ши                                      |
| 2002/03 | Бен Коллет                                        | Даррен Флетчер                                 |
| 2003/04 | Джонатан Спектор                                  | Дэвид Джонс                                    |
| 2004/05 | Джузеппе Росси                                    | Силвен Эбанкс-Блейк                            |
| 2005/06 | Даррон Гибсон                                     | Джузеппе Росси                                 |
| 2006/07 | Крейг Каткарт                                     | Киран Ли                                       |
| 2007/08 | Дэнни Уэлбек                                      | Ричард Экерсли                                 |
| 2008/09 | Федерико Македа                                   | Джеймс Честер                                  |
| 2009/10 | Уилл Кин                                          | Ричи де Лат                                    |
| 2010/11 | Райан Танниклифф                                  | Оливер Гилл                                    |
| 2011/12 | Матс Мёллер Дели                                  | Майкл Кин                                      |
| 2012/13 | Бен Пирсон                                        | Аднан Янузай                                   |
| 2013/14 | Джеймс Уилсон                                     | Сайди Янко                                     |
| 2014/15 | Аксель Туанзебе                                   | Андреас Перейра                                |
| 2015/16 | Маркус Рашфорд                                    | Кэмерон Бортуик-Джексон                        |
| 2016/17 | Эйнджел Гомес                                     | Аксель Туанзебе                                |
| 2017/18 | Тахит Чонг                                        | Деметри Митчелл                                |
| 2018/19 | Мейсон Гринвуд                                    | Тахит Чонг                                     |
| 2019/20 | Антони Эланга                                     | Джеймс Гарнер                                  |
| 2020/21 | Шола Шоретире                                     | Ханнибал Межбри                                |
| 2021/22 | Алехандро Гарначо                                 | Альваро Фернандес                              |
| 2022/23 | Кобби Мейну                                       | Дэниел Гор                                     |
| 2023/24 | Итан Уитли                                        | Илай Харрисон                                  |
| 2024/25 | Гарри Амасс                                       | Тайлер Фредриксон                              |